# Kustodija Svete dežele
Kustodija Svete dežele (lat: Custodia Terrae Sanctae) je ena od pokrajinskih enot frančiškanskega reda oz. njegova najstarejša kustodija, ki jo je leta 1217 v Jeruzalemu ustanovil sv. Frančišek Asiški.

## Zgodovina
Sredi pete križarske vojne je bil sv. Frančišek Asiški, začetnik frančiškanov, minoritov in kapucinov, en mesec gost pri sultanu Maliku al-Kamilu v Damietti v Egiptu, vendar mu vladarja ni uspelo spreobrniti, niti doseči premirja med muslimani in krščanskimi vojskami. Uspelo pa mu je pridobiti dovoljenje, da smejo frančiškani prebivati v svetih krajih ter tam sprejemati in skrbeti za romarje. Pravni status Kustodije Svete dežele je leta 1342 papež Klemen VI. potrdil z izdajo papeških bul »Gratiam agimus« in »Nuper charissimae«, s katerimi so bili frančiškani uradno razglašeni za čuvarje Svete dežele.
Papež Martin V. je z bulo »Hiis quae pro ecclesiasticarum«  pooblastil gvardiana samostana na gori Sion, da postavi, odstavi in zamenja prokuratorje (danes komisarje) v krščanskih deželah, da zbirajo, sprejemajo in pošiljajo pomoč sobratom v kustodiji Svete dežele.

## Poslanstvo
Naloge kustodije so večplastne:
- v imenu Rimskokatoliške cerkve kustodija skrbi za frančiškane in klarise v Sveti deželi in drugod;
- kustodija si prizadeva za ohranitev krščanskih svetih krajev v Izraelu, Palestini, Egiptu, Siriji, Libanonu, Jordaniji, na Cipru in Rodosu;
- kustodija skrbi za vzdrževanje »statusa quo« posebej v Sveti deželi (Jeruzalemu in Betlehemu), med krščanskimi in nekrščanskimi skupnostmi ter državnimi oblastmi;
- pri svojem delu kustodija podpira majhna lokalna krščanska občestva ter sprejema romarje.

### Samostani
Kustodija skrbi za: 
- 28 samostanov v Izraelu, od tega 9 v Jeruzalemu in 5 v Palestini, pa tudi za samostana klaris v Jeruzalemu in Nazaretu
- 2 samostana v Jordaniji: Aman in Madaba (Gora Nebo)
- 4 samostane v Libanonu: Bejrut (2), Harissa, Tripoli
- 11 samostanov v Siriji: Alep (3), Damask (3), Gassanieh, Knayeh, Jacoubie, Jisr El-Choughour, Lattakiah
- 1 samostan v Egiptu: Kairo
- 4 samostane na Cipru: Larnaka (s podružnico v Agia Napa), Limassol, Nikozija (2)
- 4 samostane v Grčiji: Rodos (3), Kos
- 3 samostane v Italiji: Rim, Montefalco, Neapelj, z generalnim komisariatom za Sveto deželo
- 1 samostan v Španiji: Madrid
- 1 samostan v Argentini: Buenos Aires
- 1 samostan v ZDA: Washington D.C.

## Organiziranost
Kustodijo sestavljajo frančiškani iz vsega sveta in tudi domačini, to je Palestinci in Judje. Med njimi je bilo v preteklosti tudi nekaj Slovencev (Adolf Čadež, Benigen Snoj). Uradni jezik kustodije je italijanski. Sedež kustodije v Sveti deželi je samostan sv. Odrešenika v starem delu Jeruzalema, v Evropi pa imajo zastopništvo v Rimu.
Kustodijo Svete dežele vodi kustos (tudi kustod), ki ga izvoli Generalni definitorij reda manjših bratov, potrdita pa ga papež in Sveti sedež. Od leta 2016 je kustos Francesco Patton, ki mu pri vodenju kustodije pomagata dva vikarja. Kustodijo Svete dežele po posameznih državah zastopajo komisariati, generalni komisariat je v Neaplju. V Sloveniji že 30 let v Ljubljani deluje Komisariat za Sveto deželo, ki ga sedaj vodi p. Peter Lavrih.